# 馬克西米利安·馬特爾
馬克西米利安·馬特爾（德語：Maximilian Marterer，1995年6月15日—），德國男子职业網球運動員。2017年11月，他的ATP世界排名創出新高，達到第90位。2016年，馬特爾贏得了自己的首個ATP挑戰巡迴賽冠軍。2018年，他在澳大利亞網球公開賽上打入第三輪。

## 外部連結
- 馬克西米利安·馬特爾（英文/西班牙文）的官方資料
- 馬克西米利安·馬特爾的官方资料